# Pokklaw Anan
Pokklaw Anan (taj. ปกเกล้า อนันต์, ur. 4 marca 1991 w Bangkoku) – tajski piłkarz grający na pozycji środkowego pomocnika. Od 2017 roku jest zawodnikiem klubu Bangkok United.

## Kariera piłkarska
Swoją karierę piłkarską Anan rozpoczął w klubie Thai Honda. Grał w nim w latach 2009-2010. W 2011 roku przeszedł do Police United FC, którego był zawodnikiem do końca sezonu 2015.
W 2016 roku Anan został zawodnikiem Chonburi. Zadebiutował w nim 15 kwietnia 2016 w przegranym 2:3 wyjazdowym meczu z Buriram United. W Chonburi grał przez rok.
W 2017 roku Anan przeszedł do Bangkoku United. Swój debiut w nim zaliczył 12 lutego 2017 w wygranym 1:0 domowym meczu z Royal Thai Navy FC. W 2018 roku wywalczył wicemistrzostwo Tajlandii.
| Sezon | Klub           | Kraj      | Rozgrywki      | Mecze | Gole |
| ----- | -------------- | --------- | -------------- | ----- | ---- |
| 2009  | Thai Honda     | Tajlandia | First Division | ?     | ?    |
| 2010  | Thai Honda     | Tajlandia | First Division | ?     | ?    |
| 2011  | Police United  | Tajlandia | Premier League | ?     | ?    |
| 2012  | Police United  | Tajlandia | Premier League | ?     | ?    |
| 2013  | Police United  | Tajlandia | Premier League | 27    | 2    |
| 2014  | Police United  | Tajlandia | Premier League | 25    | 5    |
| 2015  | Police United  | Tajlandia | First Division | ?     | ?    |
| 2016  | Chonburi       | Tajlandia | Premier League | 20    | 4    |
| 2017  | Bangkok United | Tajlandia | Premier League | 32    | 8    |
| 2018  | Bangkok United | Tajlandia | Premier League | 17    | 3    |

## Kariera reprezentacyjna
W reprezentacji Tajlandii Anan zadebiutował 15 lipca 2011 roku w zremisowanym 1:1 towarzyskim meczu z Mjanmą. W 2019 roku powołano go do kadry na Puchar Azji.